# Технион — Израелски институт за технологију
Технион — Израелски институт за технологију (хебр. הטכניון – מכון טכנולוגי לישראל) је државни универзитет у Хаифи. Основан 1912. године под влашћу Осоманског царства, најстарији је универзитет у Израелу. Проглашен је једним од најбољих универзитета у Израелу и на Блиском истоку, док је такође сврстан међу 100 најбољих универзитета на свету према Академском рангирању универзитета у свету за 2022.